# Supercup (Handballturnier) 1985
Der Supercup 1985 war der vierte Supercup.

## Modus
In dieser Austragung spielten acht Mannschaften in zwei Vierer-Gruppen im Modus „Jeder gegen Jeden“.
Die Teams, die nach den Vorrundenspielen die Plätze 1 und 2 in ihrer Gruppe belegten, qualifizierten sich für die Halbfinalspiele. Die Verlierer der Halbfinals spielten ein Spiel um Platz drei und die Gewinner im Finale um den Titel.
Die Mannschaften auf den Plätzen 3 und 4 spielten die Platzierungsrunde um die Plätze 5 bis 8.

## Spielplan
Die Vorrunde begann am 19. November 1985 mit dem Eröffnungsspiel in den Dortmunder Westfalenhallen. Das Turnier endete am 24. November mit dem Finale zwischen der Deutschen Demokratischen Republik und der Sowjetunion an selber Stelle.

### Vorrunde

#### Wertungskriterien
1. höhere Anzahl Punkte;
2. bessere Tordifferenz;
3. höhere Anzahl erzielter Tore;
4. das Los.

Legende

#### Gruppe A
| Pl.                      | Land                            | Sp. | S | U | N | Tore    | Diff. | Punkte |
| ------------------------ | ------------------------------- | --- | - | - | - | ------- | ----- | ------ |
| 1.                       | Rumänien                        | 3   | 2 | 1 | 0 | 071:650 | +6    | 05:10  |
| 2.                       | Deutsche Demokratische Republik | 3   | 1 | 1 | 1 | 063:620 | +1    | 03:30  |
| 3.                       | Jugoslawien                     | 3   | 0 | 2 | 1 | 068:710 | −3    | 02:40  |
| 4.                       | Schweden                        | 3   | 1 | 0 | 2 | 067:710 | −4    | 02:40  |
| Stand: 22. November 1985 |                                 |     |   |   |   |         |       |        |

| 19. November 1985 | Deutsche Demokratische Republik | 21:19  | Schweden              | Westfalenhallen, Dortmund Zuschauer: 1.500 |
| 19. November 1985 | meiste Tore: Wiegert 6          | (9:11) | meiste Tore: Jilsén 6 | Westfalenhallen, Dortmund Zuschauer: 1.500 |
| 19. November 1985 |                                 |        |                       | Westfalenhallen, Dortmund Zuschauer: 1.500 |

| 19. November 1985 | Jugoslawien             | 23:23   | Rumänien              | Westfalenhallen, Dortmund Zuschauer: 1.500 |
| 19. November 1985 | meiste Tore: Isaković 7 | (12:13) | meiste Tore: Voinea 9 | Westfalenhallen, Dortmund Zuschauer: 1.500 |
| 19. November 1985 |                         |         |                       | Westfalenhallen, Dortmund Zuschauer: 1.500 |

| 20. November 1985 | Deutsche Demokratische Republik | 19:20  | Rumänien               | Münster Zuschauer: 1.500 |
| 20. November 1985 | meiste Tore: Wahl 5             | (8:12) | meiste Tore: Stîngă 11 | Münster Zuschauer: 1.500 |
| 20. November 1985 |                                 |        |                        | Münster Zuschauer: 1.500 |

| 20. November 1985 | Schweden              | 25:22  | Jugoslawien             | Münster Zuschauer: 1.800 |
| 20. November 1985 | meiste Tore: Jilsén 8 | (13:9) | meiste Tore: Isaković 9 | Münster Zuschauer: 1.800 |
| 20. November 1985 |                       |        |                         | Münster Zuschauer: 1.800 |

| 22. November 1985 19:30 Uhr | Rumänien               | 28:23  | Schweden             | Hannover Zuschauer: 3.000 |
| 22. November 1985 19:30 Uhr | meiste Tore: Vasilcă 7 | (15:7) | meiste Tore: Öberg 7 | Hannover Zuschauer: 3.000 |
| 22. November 1985 19:30 Uhr |                        |        |                      | Hannover Zuschauer: 3.000 |

| 22. November 1985 21:00 Uhr | Jugoslawien            | 23:23   | Deutsche Demokratische Republik | Hannover Zuschauer: 3.000 |
| 22. November 1985 21:00 Uhr | meiste Tore: Vujović 6 | (13:10) | meiste Tore: Wiegert 9          | Hannover Zuschauer: 3.000 |
| 22. November 1985 21:00 Uhr |                        |         |                                 | Hannover Zuschauer: 3.000 |

#### Gruppe B
| Pl.                      | Land             | Sp. | S | U | N | Tore    | Diff. | Punkte |
| ------------------------ | ---------------- | --- | - | - | - | ------- | ----- | ------ |
| 1.                       | BR Deutschland   | 3   | 2 | 0 | 1 | 065:530 | +12   | 04:20  |
| 2.                       | Sowjetunion      | 3   | 2 | 0 | 1 | 063:600 | +3    | 04:20  |
| 3.                       | Tschechoslowakei | 3   | 1 | 0 | 2 | 062:640 | −2    | 02:40  |
| 4.                       | Dänemark         | 3   | 1 | 0 | 2 | 062:750 | −13   | 02:40  |
| Stand: 22. November 1985 |                  |     |   |   |   |         |       |        |

| 19. November 1985 | Sowjetunion          | 24:18   | Tschechoslowakei      | Westfalenhallen, Dortmund Zuschauer: 4.000 |
| 19. November 1985 | meiste Tore: Gopin 6 | (12:10) | meiste Tore: Bártek 5 | Westfalenhallen, Dortmund Zuschauer: 4.000 |
| 19. November 1985 |                      |         |                       | Westfalenhallen, Dortmund Zuschauer: 4.000 |

| 19. November 1985 21:00 Uhr | BR Deutschland          | 22:23   | Dänemark              | Westfalenhallen, Dortmund Zuschauer: 5.000 |
| 19. November 1985 21:00 Uhr | meiste Tore: Schwalb 10 | (13:12) | meiste Tore: Jensen 8 | Westfalenhallen, Dortmund Zuschauer: 5.000 |
| 19. November 1985 21:00 Uhr |                         |         |                       | Westfalenhallen, Dortmund Zuschauer: 5.000 |

| 20. November 1985 | Sowjetunion                    | 23:19  | Dänemark                                              | Grugahalle, Essen Zuschauer: 4.500 |
| 20. November 1985 | meiste Tore: Gagin, Sokol je 6 | (13:9) | meiste Tore: Gjøls-Andersen, Hattesen, Rasmussen je 4 | Grugahalle, Essen Zuschauer: 4.500 |
| 20. November 1985 |                                |        |                                                       | Grugahalle, Essen Zuschauer: 4.500 |

| 20. November 1985 18:30 Uhr | Tschechoslowakei     | 14:20  | BR Deutschland                      | Grugahalle, Essen Zuschauer: 4.500 |
| 20. November 1985 18:30 Uhr | meiste Tore: Kotrč 7 | (9:10) | meiste Tore: Kubitzki, Schwalb je 6 | Grugahalle, Essen Zuschauer: 4.500 |
| 20. November 1985 18:30 Uhr |                      |        |                                     | Grugahalle, Essen Zuschauer: 4.500 |

| 22. November 1985 19:30 Uhr | Dänemark               | 20:30  | Tschechoslowakei      | Westfalenhallen, Dortmund Zuschauer: 8.000 |
| 22. November 1985 19:30 Uhr | meiste Tore: Nielsen 6 | (7:15) | meiste Tore: Bártek 9 | Westfalenhallen, Dortmund Zuschauer: 8.000 |
| 22. November 1985 19:30 Uhr |                        |        |                       | Westfalenhallen, Dortmund Zuschauer: 8.000 |

| 22. November 1985 21:00 Uhr | BR Deutschland            | 23:16   | Sowjetunion             | Westfalenhallen, Dortmund Zuschauer: 9.000 |
| 22. November 1985 21:00 Uhr | meiste Tore: Wunderlich 6 | (13:10) | meiste Tore: Valuckas 6 | Westfalenhallen, Dortmund Zuschauer: 9.000 |
| 22. November 1985 21:00 Uhr |                           |         |                         | Westfalenhallen, Dortmund Zuschauer: 9.000 |

### Finalspiele und Platzierungsrunde

#### Übersicht
| Halbfinalspiele        | Halbfinalspiele                 | Halbfinalspiele        |                   |                                 | Finalspiele       | Finalspiele | Finalspiele |
|                        |                                 |                        |                   |                                 |                   |             |             |
| B1                     | BR Deutschland                  | 18                     |                   |                                 |                   |             |             |
| A2                     | Deutsche Demokratische Republik | 26                     |                   |                                 | Finale            | Finale      | Finale      |
|                        |                                 |                        | A2                | Deutsche Demokratische Republik | 23                |             |             |
|                        |                                 |                        |                   | B2                              | Sowjetunion       | 24          |             |
| A1                     | Rumänien                        | 28                     | nach Verlängerung | nach Verlängerung               | nach Verlängerung |             |             |
| B2                     | Sowjetunion                     | 30                     |                   |                                 |                   |             |             |
| nach Siebenmeterwerfen | nach Siebenmeterwerfen          | nach Siebenmeterwerfen | Spiel um Platz 3  | Spiel um Platz 3                | Spiel um Platz 3  |             |             |
|                        |                                 |                        | B1                | BR Deutschland                  | 21                |             |             |
| A1                     | Rumänien                        | 19                     |                   |                                 |                   |             |             |
|                        |                                 |                        |                   |                                 |                   |             |             |

| Platzierungsspiele Platz 5–8 | Platzierungsspiele Platz 5–8 | Platzierungsspiele Platz 5–8 |                  |             | Spiele um Platz 5 und Platz 7 | Spiele um Platz 5 und Platz 7 | Spiele um Platz 5 und Platz 7 |
|                              |                              |                              |                  |             |                               |                               |                               |
| A3                           | Jugoslawien                  | 23                           |                  |             |                               |                               |                               |
| B4                           | Dänemark                     | 21                           |                  |             | Spiel um Platz 5              | Spiel um Platz 5              | Spiel um Platz 5              |
|                              |                              |                              | A3               | Jugoslawien | 28                            |                               |                               |
|                              |                              |                              |                  | B3          | Tschechoslowakei              | 27                            |                               |
| B3                           | Tschechoslowakei             | 31                           |                  |             |                               |                               |                               |
| A4                           | Schweden                     | 26                           |                  |             |                               |                               |                               |
|                              |                              |                              | Spiel um Platz 7 |             |                               |                               |                               |
|                              |                              |                              | B4               | Dänemark    | 21                            |                               |                               |
| A4                           | Schweden                     | 20                           |                  |             |                               |                               |                               |
|                              |                              |                              |                  |             |                               |                               |                               |

#### Halbfinalspiele
| 23. November 1985 17:30 Uhr | BR Deutschland                       | 18:26   | Deutsche Demokratische Republik | Bremerhaven Zuschauer: 4.000 |
| 23. November 1985 17:30 Uhr | meiste Tore: Fraatz, Wunderlich je 5 | (10:12) | meiste Tore: Borchardt 9        | Bremerhaven Zuschauer: 4.000 |
| 23. November 1985 17:30 Uhr |                                      |         |                                 | Bremerhaven Zuschauer: 4.000 |

| 23. November 1985 17:30 Uhr | Rumänien               | 28:30 n. S.                       | Sowjetunion                           | Unna Zuschauer: 1.200 |
| 23. November 1985 17:30 Uhr | meiste Tore: Stîngă 10 | (6:12), (20:20), (23:23), (26:26) | meiste Tore: Gagin, Gopin, Sokol je 5 | Unna Zuschauer: 1.200 |
| 23. November 1985 17:30 Uhr |                        |                                   |                                       | Unna Zuschauer: 1.200 |

#### Spiel um Platz 3
| 24. November 1985 15:00 Uhr | BR Deutschland            | 21:19 | Rumänien                  | Westfalenhallen, Dortmund Zuschauer: 9.500 |
| 24. November 1985 15:00 Uhr | meiste Tore: Wunderlich 6 | (9:6) | meiste Tore: Grabovschi 7 | Westfalenhallen, Dortmund Zuschauer: 9.500 |
| 24. November 1985 15:00 Uhr |                           |       |                           | Westfalenhallen, Dortmund Zuschauer: 9.500 |

#### Finale
| 24. November 1985 16:30 Uhr | Deutsche Demokratische Republik | 23:24 n. V.      | Sowjetunion               | Westfalenhallen, Dortmund Zuschauer: 9.500 |
| 24. November 1985 16:30 Uhr | meiste Tore: Borchardt 9        | (11:11), (21:21) | meiste Tore: Anpilogow 10 | Westfalenhallen, Dortmund Zuschauer: 9.500 |
| 24. November 1985 16:30 Uhr |                                 | Strafen: 1×      |                           | Westfalenhallen, Dortmund Zuschauer: 9.500 |

#### Platzierungsspiele Platz 5–8
| 23. November 1985 16:00 Uhr | Jugoslawien                                  | 23:21   | Dänemark               | Bremerhaven Zuschauer: 4.000 |
| 23. November 1985 16:00 Uhr | meiste Tore: Elezović, Portner, Vuković je 4 | (13:10) | meiste Tore: Nielsen 7 | Bremerhaven Zuschauer: 4.000 |
| 23. November 1985 16:00 Uhr |                                              |         |                        | Bremerhaven Zuschauer: 4.000 |

| 23. November 1985 16:00 Uhr | Schweden              | 26:31   | Tschechoslowakei          | Unna Zuschauer: 1.200 |
| 23. November 1985 16:00 Uhr | meiste Tore: Jilsén 7 | (15:15) | meiste Tore: Kratochvíl 9 | Unna Zuschauer: 1.200 |
| 23. November 1985 16:00 Uhr |                       |         |                           | Unna Zuschauer: 1.200 |

#### Spiel um Platz 7
| 24. November 1985 10:00 Uhr | Dänemark               | 21:20   | Schweden              | Bergkamen Zuschauer: 300 |
| 24. November 1985 10:00 Uhr | meiste Tore: Nielsen 5 | (11:11) | meiste Tore: Jilsén 7 | Bergkamen Zuschauer: 300 |
| 24. November 1985 10:00 Uhr |                        |         |                       | Bergkamen Zuschauer: 300 |

#### Spiel um Platz 5
| 24. November 1985 11:30 Uhr | Jugoslawien           | 28:27   | Tschechoslowakei       | Bergkamen Zuschauer: 300 |
| 24. November 1985 11:30 Uhr | meiste Tore: Grubić 8 | (18:12) | meiste Tore: Polívka 7 | Bergkamen Zuschauer: 300 |
| 24. November 1985 11:30 Uhr |                       |         |                        | Bergkamen Zuschauer: 300 |

## Abschlussplatzierungen
| Rang   | Team                            | Sp. | S | U | N | Tore    | Diff. |
| ------ | ------------------------------- | --- | - | - | - | ------- | ----- |
| Gold   | Sowjetunion                     | 5   | 4 | 0 | 1 | 117:111 | + 06  |
| Silber | Deutsche Demokratische Republik | 5   | 2 | 1 | 2 | 112:104 | + 08  |
| Bronze | BR Deutschland                  | 5   | 3 | 0 | 2 | 104:098 | + 06  |
| 4.     | Rumänien                        | 5   | 2 | 1 | 2 | 118:116 | + 02  |
| 5.     | Jugoslawien                     | 5   | 2 | 2 | 1 | 119:119 | ± 0   |
| 6.     | Tschechoslowakei                | 5   | 2 | 0 | 3 | 120:118 | + 02  |
| 7.     | Dänemark                        | 5   | 2 | 0 | 3 | 104:118 | − 14  |
| 8.     | Schweden                        | 5   | 1 | 0 | 4 | 113:123 | − 10  |

## Aufgebote
Die Aufgebote sind vermutlich nicht vollständig.
| Sowjetunion | Deutschland Demokratische Republik 1949 | Deutschland Bundesrepublik | Rumänien 1965 | Jugoslawien Sozialistische Föderative Republik | Tschechoslowakei | Danemark | Schweden |
| Oleksandr Schypenko (Torwart) Igor Tschumak (Torwart) Alexander Anpilogow Sergei Demidow Oleg Gagin Waleri Gopin Juri Kidjajew Serhij Kuschnirjuk Wjatscheslaw Meschkow Valdemaras Novickis Alexander Rymanow Juri Schewzow Alexander Sokol Raimondas Valuckas | Peter Hofmann (Torwart) Wieland Schmidt (Torwart) Heiko Bonath Rüdiger Borchardt Stephan Hauck Frank Mühlner Andreas Nagora Peter Pysall Dirk Schnell Frank-Michael Wahl Ingolf Wiegert Holger Winselmann Thomas Zeise | Stefan Hecker (Torwart) Siegfried Roch (Torwart) Andreas Thiel (Torwart) Christian Fitzek Jochen Fraatz Andreas Dörhöfer Wolfgang Kubitzki Jörn-Uwe Lommel Michael Roth Ulrich Roth Martin Schwalb Stephan Schöne Uwe Schwenker Rüdiger Neitzel Erhard Wunderlich | Alexandru Buligan (Torwart) Mircea Petran (Torwart) Dumitru Berbece Adrian Bondar Iosif Boroș Gheorghe Covaciu Alexander Fölker Dan Giurgea Mircea Grabovschi Ion Mocanu Vasile Oprea Vasile Stîngă Neculai Vasilcă Maricel Voinea | Zlatan Arnautović (Torwart) Jovica Elezović Časlav Grubić Jožef Holpert Mile Isaković Slobodan Kuzmanovski Muhamed Memić Jasmin Mrkonja Zlatko Portner Momir Rnić Zlatan Saračević Veselin Vujović Veselin Vuković | Michal Barda (Torwart) Marián Hirner (Torwart) Tomáš Bártek Jiří Bartoň Pavel Bernard Milan Brestovanský Milan Černý Jiří Kotrč František Kratochvíl Jan Novák Milan Polívka Ladislav Salivar Jozef Škandík Ladislav Tarhai Josef Toma | Karsten Holm (Torwart) Jens Christian Kristensen (Torwart) Poul Sørensen (Torwart) Peter Michael Fenger Lars Gjøls-Andersen Flemming Hansen Hans Hattesen Niels Hjørting-Hansen Klaus Jensen Henrik Jørgensen Otto Mertz Claus Munkedal Keld Nielsen Erik Veje Rasmussen Jens Roepstorff Bjarne Simonsen | Claes Hellgren (Torwart) Mats Olsson (Torwart) Göran Bengtsson Per Carlén Per Carlsson Erik Hajas Björn Jilsén Mats Lindau Torbjörn Lundell Christer Magnusson Per Öberg Jonas Sandberg Sten Sjögren Joachim Stenbäcken |
| Anatolyj Ewtuschenko (Trainer) | Paul Tiedemann (Trainer) | Simon Schobel (Trainer) | Lascăr Pană (Trainer) Cezar Nica (Trainer) | Zoran Živković (Trainer) | Ernest Gubrický (Trainer) Jiří Růžička (Trainer) | Leif Mikkelsen (Trainer) | Roger Carlsson (Trainer) |

## Torschützenliste
| Pl. | Name               | Team                            | Tore | FT | 7m | T/S |
| --- | ------------------ | ------------------------------- | ---- | -- | -- | --- |
| 1   | Vasile Stîngă      | Rumänien                        | 36   | 27 | 9  | 7,2 |
| 2   | Björn Jilsén       | Schweden                        | 31   | 18 | 13 | 6,2 |
| 3   | Rüdiger Borchardt  | Deutsche Demokratische Republik | 28   | 19 | 9  | 5,6 |
| 4   | Frank-Michael Wahl | Deutsche Demokratische Republik | 27   | 24 | 3  | 5,4 |
| 5   | Ingolf Wiegert     | Deutsche Demokratische Republik | 26   | 26 | 0  | 5,2 |
| 6   | Keld Nielsen       | Dänemark                        | 23   | 13 | 10 | 4,6 |
| 7   | Waleri Gopin       | Sowjetunion                     | 22   | 22 | 0  | 4,4 |
|     | Veselin Vujović    | Jugoslawien                     | 22   | 19 | 3  | 4,4 |
|     | Mile Isaković      | Jugoslawien                     | 22   | 16 | 6  | 4,4 |
|     | Martin Schwalb     | BR Deutschland                  | 22   | 11 | 11 | 4,4 |
| 11  | Maricel Voinea     | Rumänien                        | 21   | 20 | 1  | 4,2 |
|     | Jiří Kotrč         | Tschechoslowakei                | 21   | 15 | 6  | 4,2 |
|     | Oleg Gagin         | Sowjetunion                     | 21   | 11 | 10 | 4,2 |
| 14  | Tomáš Bártek       | Tschechoslowakei                | 20   | 20 | 0  | 4   |
|     | Erhard Wunderlich  | BR Deutschland                  | 20   | 18 | 2  | 4   |

## Auszeichnungen
| Auszeichnung   | Name          | Team           |
| -------------- | ------------- | -------------- |
| Bester Torwart | Andreas Thiel | BR Deutschland |
| Quelle:        |               |                |